# Werkner Lajos
Werkner Lajos (Budapest, 1883. október 23. – Budapest, 1943. november 12.) kétszeres olimpiai bajnok kardvívó.
1905-től a Műegyetemi AFC, 1906-tól a Nemzeti Vívó Club kardvívója volt. Öt alkalommal szerepelt a magyar válogatottban, tagja volt az 1908. évi Londoni és az 1912. évi Stockholmi olimpián győztes magyar kardcsapatnak. Legjobb egyéni eredménye a londoni olimpián elért hatodik helyezés. Sportpályafutását az első világháború kitörése szakította meg.
1914-ben részt vett a Magyar Vívó Szövetség megalapításában melynek később is egyik vezetője volt. 1924-ig az NVC tagja volt. Ezután Tisza István vívóklub ügyvezetője lett.
Gépészmérnökként később gyárigazgató és a Gyáriparosok Országos Szövetsége igazgatósági tagja lett.

## Sporteredményei
- kétszeres olimpiai bajnok
  - 1908, London: csapat (Földes Dezső, Fuchs Jenő, Gerde Oszkár, Tóth Péter)
  - 1912, Stockholm: csapat (Berty László, Földes Dezső, Fuchs Jenő, Gerde Oszkár, Mészáros Ervin, Schenker Zoltán, Tóth Péter)
- olimpiai 6. helyezett 
  - 1908, London: egyéni
- olimpiai 7. helyezett
  - 1912, Stockholm: egyéni
- ötszörös magyar bajnok 
  - egyéni: 1912, 1913, 1914
  - csapat: 1913, 1914